# Robert O'Reilly
Robert O'Reilly   (Nova York, 25 de març de 1950) és un actor de cinema, teatre i televisió estatunidenc que ha aparegut en diversos papers. Va aparèixer a la franquícia Star Trek durant més de deu anys, principalment en el seu paper recurrent a Star Trek: La nova generació i Star Trek: Deep Space Nine com a Canceller Gowron, el líder de l'Imperi Klíngon. També ha aparegut en més de 100 pel·lícules i episodis de televisió, i ha actuat al Broadway i al Carnegie Hall. Els seus vincles amb la Colony Theatre Company li van valer un Premi Drama-Logue el 1981 per dirigir l'obra Getting Out.

## Carrera
O'Reilly ha aparegut en més de cent pel·lícules i episodis de televisió, principalment com a antagonista o com a vilà. Les sèries de televisió en què ha aparegut inclouen Cheers, Darkroom, Knight Rider, The Fall Guy, Sledge Hammer!, MacGyver, In the Heat of the Night, NYPD Blue, i dues vegades a Dallas. Les seves aparicions al cinema inclouen la pel·lícula de Jim Carrey La màscara. S'ha retirat de la interpretació.

### Star Trek

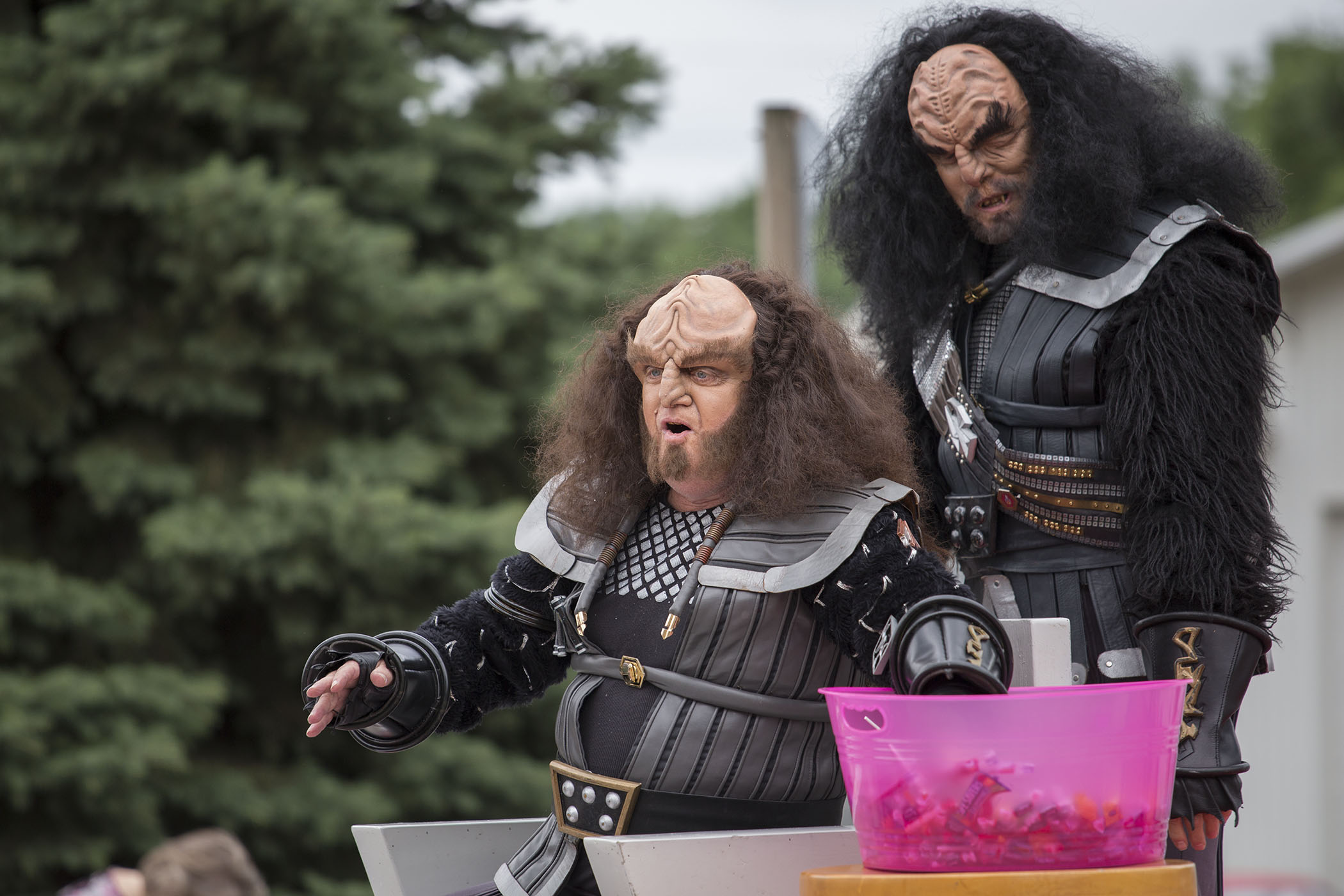
O'Reilly (assegut) com a Gowron, amb J. G. Hertzler com a Martok, al Riverside Trek Fest el 2014

O'Reilly va fer la seva primera aparició a la franquícia Star Trek amb una aparició a l'episodi de Star Trek: La nova generació "Nimfomania". El personatge que va interpretar en aquest episodi ha estat anomenat tant "Tough guy" com "Scarface". Després va ser escollit com el klíngon Gowron a l'episodi "Reunió", en què el personatge es va convertir en el nou canceller de l'Imperi Klíngon. O'Reilly acabava d'aparèixer a l'escenari com a Edmund a El rei Lear i va veure similituds entre els dos personatges, cosa que el va fer basar Gowron en el personatge de shakespearià. L'episodi va ser dirigit pel membre del repartiment de TNG Jonathan Frakes, i O'Reilly va dir més tard que pensava que havia estat contractat tant per la curiositat que aportava al paper com per una mirada penetrant i inquietant que ell i altres van anomenar "aquella cosa de globus ocular boig".
Va continuar apareixent com a Gowron al llarg de la següent dècada en diversos episodis més de "La nova generació", així com en "Star Trek: Deep Space Nine". També va filmar segments per al videojoc Star Trek: Klingon, que també va ser dirigit per Frakes. El joc va ser el primer joc de Star Trek a utilitzar actors reals, i va ser guardonat amb el Premi Sci-Fi Universe Reader's Choice Universe al Millor Assoliment en Gènere Multimèdia. En el moment de filmar el joc, havia sentit un rumor que Michael Dorn s'unia al repartiment de "Deep Space Nine". Donada la relació entre Gowron i el personatge de Dorn, Worf, O'Reilly va pensar que això també podria conduir al seu retorn a una sèrie de televisió de "Star Trek". Tant Dorn com O'Reilly van repetir els seus personatges junts a l'episodi inicial de la quarta temporada "The Way of the Warrior". O'Reilly també va aparèixer com un klíngon diferent al Star Trek: The Next Generation Interactive VCR Board Game, un joc de taula basat en videocassets. La seva semblança es va utilitzar per a tres figures d'acció, un pòster de mida real i diverses litografies.
Després del final de "Deep Space Nine", O'Reilly va fer una nova aparició a Star Trek com el personatge de Kago-Darr a l'episodi de Star Trek: Enterprise "Bounty". Va estar agraït pel paper, ja que sentia que els guionistes i productors de la sèrie l'havien creat específicament per a ell, ja que la seva família intentava adaptar-s'hi després del naixement dels seus trigèmins. Després de la seva retirada de la interpretació, continua assistint a convencions de Star Trek, inclosa la interpretació del personatge de Gowron al costat de J. G. Hertzler com a company klíngon Martok. El 2020, va tornar a interpretar la veu de Gowron i del klíngon Aakar, un avantpassat de Gowron, al videojoc Star Trek Online.

### Teatre
O'Reilly ha aparegut al Broadway en la reestrena de The Tavern, i també va aparèixer off-Broadway a The Promise i al Carnegie Hall de Nam June Paik. Actualment està associat amb la Colony Theatre Company com a actor i director. Es va involucrar per primera vegada amb la companyia teatral aproximadament un any després de la seva fundació. Entre aquestes hi havia "Getting Out" de Marsha Norman, per la qual va rebre un Premi Drama-Logue i va ser nominat a un premi del Cercle de Crítics Dramàtics de Los Angeles el 1981. Va dirigir "Generations" de Dennis Clontz, que va ser finalista del premi de l'Associació Americana de Crítics de Teatre a la millor obra nova fora de Nova York.

## Vida personal
L'esposa d'O'Reilly, Judy, va donar a llum els seus fills trigèmins, Jack, Michael i Joseph, el 1997. La família resideix a Burbank, Califòrnia. Les aficions d'O'Reilly inclouen el golf i el beisbol.